# Reino de Cacongo
O Reino de Cacongo foi um antigo pequeno reino situado na costa atlântica da região central de África, nos territórios das actuais República do Congo e Cabinda, Angola. Juntamente com os seus vizinhos a sul, Angoio, e a norte, Loango, foi um importante centro político e comercial entre os séculos XVII e XIX. A sua população fala um dialeto do congo, podendo, portanto, ser considerada uma parte da etnia congo.

## História inicial
As origens e a história inicial do Reino de Cacongo são desconhecidas, e as tradições orais recolhidas na região nos séculos XIX e XX não contribuem muito para elucidar os primórdios da história do país. No seu estado actual, a arqueologia apenas pode atestar que a região já se encontrava na Idade do Ferro pelo século V a.C., e que sociedades complexas foram surgindo na sua vizinhança nos primeiros séculos da era cristã.
O reino é mencionado pela primeira vez nos títulos usados em 1535 pelo rei do Congo, Afonso I, nos quais refere ser rei sobre esta região, assim como em várias outras localizadas ao longo da margem norte do rio Congo. Esta referência tem sido usada como indício de que Cacongo foi em tempos parte de uma federação de estados, que incluiu o Congo, podendo ter-se formado desde o final do século XIV.
O Cacongo era, no entanto, e para todos os efeitos, um estado independente do século XVI em diante. Mercadores portugueses, interessados no comércio do cobre, marfim e escravos começaram a estabelecer feitorias no Reino do Cacongo na década de 1620. Comerciantes ingleses e holandeses também visitaram o reino durante o século XVII. A sua capital chamava-se Quinguele, situando-se no interior, tendo também capital em Caio-Caliado (atual comuna de Tanto-Zinze).

## Centro mercantil
O Cacongo tornou-se um importante centro comercial no século XVIII, sendo regularmente visitado por navios de Inglaterra, França, Holanda e Portugal. O porto de Cabinda era então um centro de grande importância, situando-se numa baía protegida. O tráfico de escravos dominava as exportações do país, embora a maioria fosse simplesmente transferida de áreas mais ao sul, tanto do Reino do Congo, como das províncias do leste de Angola, como Matamba. Em 1775, missionários franceses tentaram converter o Cacongo, juntamente com os reinos vizinhos, para o cristianismo, na esperança de obter as vantagens  da sua associação de longa data com o vizinho reino cristão do Congo. A missão foi em grande parte mal sucedida, embora tivesse estabelecido contacto com uma comunidade cristã da província do Soyo, no Reino do Congo, que habitava a cidade de Manguenzo, no interior. A missão acabou por ser totalmente abandonada.